# Red Hot + Lisbon
Onda Sonora: Red Hot + Lisbon ist ein Kompilations-Album der New Yorker AIDS-Hilfeorganisation Red Hot Organization aus dem Jahr 1999.
Das Album geht von Lissabon als dem Mittelpunkt eines Kulturraums aus, der seine Spuren entlang den Handelsrouten von Brasilien über Afrika bis Asien hinterlassen hat. Im beiliegenden Begleitheft erwähnt der zweisprachig portugiesisch-englische Text die verschiedenen portugiesischen Kultureinflüsse in der Welt, aber auch die kritikwürdigen Seiten der Portugiesischen Kolonialgeschichte. Das Album erschien zur Weltausstellung Expo 98 in Lissabon.
Die hier versammelte Musik verbindet Fado und Bossa Nova, die Musik der Kapverdischen Inseln mit den Rhythmen Angolas, und Elemente traditioneller Spielweisen mit den verschiedenen modernen, internationalen Musikrichtungen. Auf dem Album findet sich u. a. ein Duett von David Byrne mit Caetano Veloso, ein Remix eines Madredeus-Stückes, ein in brasilianischem Portugiesisch gesungenes Stück der Trip-Hop-Gruppe Smoke City, und ein gemeinsames Stück von Bonga mit Marisa Monte und Carlinhos Brown.
Besonders außergewöhnlich ist die Version des Fado-Standards Fado Hilário: es wird gesungen von der kanadischen Sängerin  k.d. lang mit Begleitung von António Chainho, einem Altmeister der Portugiesischen Gitarre. Es ist ein sehr seltener Fall eines Fados, der nicht von einer Portugiesin oder einem Portugiesen gesungen wird. Chainho lobte k.d. lang dabei ausdrücklich.
Die CD ist das 11. der bisher 16 Benefiz-Alben, die von der Red Hot Organization zur Unterstützung von weltweiten AIDS-Hilfe-Projekten veröffentlicht wurden. Es erreichte weniger Aufmerksamkeit, als einige seiner Vorgänger, wie Red Hot + Blue oder Red Hot + Rio.

## Titelliste
1. Dreamworld: Marco de Canaveses – David Byrne + Caetano Veloso
2. Dukeles – Ketama + Djavan + Banda Feminina Didá
3. Mulemba Xangóla – Bonga + Marisa Monte + Carlinhos Brown
4. Sobi esse pano, mano – General D + Funk’n’Lata
5. Nha Vida – Lura
6. Coral – Moreno Veloso + Sadjo Djolo Koiate
7. Fado Hilário – k.d. lang
8. Os Dias São à Noite – Madredeus im Suso Saiz-Remix
9. (Interlude) – Lura + DJ Wally
10. A Mar – Simentera + DJ Soul Slinger
11. Luz de Candeeiro – Naná Vasconcelos + Vinícius Cantuária
12. (Interlude: Variações Em Mí Menor) – António Chainho
13. Canção de Engate (In Variações Memory Mix) – Delfins + Tó Riccardi
14. O Casa Lindo (Mr.Gorgeous) – Smoke City
15. Hailwa Yange Oike Mbela (Remix) – Filipe Mukenga + Underground Sound of Lisbon (DJ Vibe)
16. (Interlude) – DJ Spooky + Vinícius Cantuária
17. Tchon Di Na Lú – Netos do N´Gumbé
18. Sem Você – Arto Lindsay + Arnaldo Antunes + Davi Moraes
19. (Interlude: A Capella) – Salvador
20. A Névoa – Paulo Bragança + Carlos Maria Trindade
21. Fado da Adiça – Filipa Pais + António Chainho
22. Bambu Amgeló – Ekvât
23. It´s Your Life, Babe – Durutti Column